# ماري آن ماكراكين
ماري آن ماكراكين (8 يوليو 1770 - 26 يوليو 1866) ناشطة اجتماعية ومناضلة في بلفاست، أيرلندا، ويُستشهد بمراسلاتها المكثفة باعتبارها سجلًا مهمًا لعصرها. ولدت لعائلة مشيخية ليبرالية بارزة، جمعت بين ريادة الأعمال في صناعة المنسوجات المتنامية في بلفاست مع دعم البرنامج الديمقراطي للأيرلنديين المتحدين، والدفاع عن المرأة، وتنظيم الإغاثة والتعليم للفقراء، وفي البلدة انخرطت بشدة في التجارة عبر المحيط الأطلسي، التزامًا منها بدعم الإبطالية.

## سيدة أعمال وصاحبة عمل
في تسعينيات القرن الثامن عشر، بدأت ماكراكين وشقيقتها مارغريت، على غرار والدتهما، مشروعًا صغيرًا كان رائدًا في إنتاج نسيج قطني منقوش ومضبوط. في البداية كانت عملًا صغيرًا وعمل العمال في منازلهم، وبحلول عام 1809، بعد أن جمعتا وعلمتا عددًا من الشابات العمل في إطار التطريز، انتقلت إلى إنتاج المصنع.
في عام 1815، وسط انهيار الطلب بعد الحرب، اضطروا إلى الإغلاق. لكن خلال فترات الركود السابقة في التجارة، ميزت الأخوات أنفسهن كأرباب عمل من خلال رفضهن خفض التكاليف على حساب موظفيهن، ومن بينهم المطرزات والمتدربات الشابات. قالت ماري آن «لا أستطيع التفكير في طرد أحد من العاملات، إذ لا أحد سيمنحهن عملًا». اشتكت من أن «مجال صناعة المرأة محدود جدًا، والطرق المفتوحة أمامها قليلة للغاية، وذلك شائك للغاية».
في صناعة النسيج، شهدت ماكراكين التطور الذي بدأ في عزل بلفاست ومناطقها النائية عن بقية أيرلندا: التطبيق المتسارع للآلات الذي أدى إلى توسيع الصناعة مع خفض تكاليف العمالة. عندما بدأ نساجو الكتان والقطن في أوائل تسعينيات القرن الثامن عشر في الاتحاد النقابي احتجاجًا على ركود الأجور وارتفاع الأسعار، اعترض عمها، هنري جوي، في جريدته نيوز ليتر، على أن انخفاض تكاليف العمالة في المنافسة مع إنجلترا كان «الأمل العقلاني» الوحيد لأيرلندا. على صفحات صحيفة نورثرن ستار، انقسم أصدقاؤها: بينما اقترح صامويل نيلسون (الذي تعهد بأعمال الصوف للصحيفة) مساعدة المتطوعين في تطبيق القوانين ضد الجمع؛ حث توماس راسل العمال ومزارعي الأكواخ على أن يحذوا حذو النساجين.
من جانبها، فتنت إمكانيات البدائل الميكانيكية للعمل ماكراكين. سألت شقيقها «ألن يكون من الممكن ابتكار بعض الآلات المفيدة لتوفير استخدام الخيول والخدم» وباعتبارها زائرة لملجأ الفقراء، ضغطت على الأوصياء لمعرفة ما إذا كان من الممكن إراحة النساء اللواتي يغسلن من قبل «أي غسّالات جديدة، أو أي آلات للعصر». أملت ماكراكين في المستقبل أن توفر المكننة للعمال الطاقة والوقت لمزيد من التعليم والترفيه، من خلال الحد من الكدح وزيادة الإنتاج.

## عشاق الموسيقى واللغة الأيرلندية
منذ عام 1784، كان الموسيقي وجامع الأعمال الفنية إدوارد (آتي) بانتينغ عضوًا في عائلة ماكراكين لمدة ثلاثين عامًا. حضرت ماري آن وهاري مهرجان القيثارة الذي نظمه بانتينغ لصالح جمعية بلفاست الخيرية (ورتبه ليتزامن مع احتفالات المدينة بيوم الباستيل) في يوليو 1792. في عام 1808، أصبحت ماري آن، مع أصدقائها من غويلغيور، والشاعرة ماري بلفور، والأخوين صامويل، وأندرو برايسون، عضوًا مؤسسًا لجمعية بلفاست للقيثارة. طوال فترة حياته القصيرة حتى عام 1813، عندما نظِم مهرجان ثانٍ، كان بانتينغ هو مديره الموسيقي وكان آرثر أونيل (تحت رعاية تلميذه السابق، الدكتور جيمس ماكدونيل) هو رئيسه المقيم. عملت ماكراكين سكرتيرة غير رسمية لبانتينغ وساهمت بشكل مجهول في المجلد الثاني من عمله الموسيقى الأيرلندية القديمة في عام 1809.
يُنظر إلى «نهضة الموسيقى الأيرلندية» في بلفاست على أنها «مقدمة لقرن من النهضة الغيلية الأيرلندية». أعلِن عنه كنداء لأولئك «الذين يرغبون في الحفاظ على الأجزاء القليلة الناجية من النسيان، كنصب تذكارية للذوق الرفيع وعبقرية أسلافهم»، ربما كان مهرجان بانتينغ الوطني أثريًا أكثر منه إحياءً. ولكن كان هناك اهتمام بإتقان اللغة: فقد قدمت دروس اللغة الأيرلندية في جمعية القيثارة، ومن المعروف أن ماري آن قد درست من قواعد اللغة الأيرلندية لتشارلز فالنسي.

## الأيرلنديات المتحدات
من شبه المؤكد أن ماري آن ماكراكين أخذت على عاتقها تعهد الأيرلنديين المتحدين «بتشكيل جماعة أخوة المودة بين الأيرلنديين من كل معتقد ديني»، و«الحصول على تمثيل متساوٍ وكامل وكافٍ لجميع شعب أيرلندا». ربما فعلت ذلك مع إخوتها (كان هاري وويليام وفرانسيس جميعهم من الرجال المتحدين)، ولكن على أي حال في موعد لا يتجاوز مارس 1797. كتبت بعد ذلك إلى هاري عن آمالها في أن تحذو أخوات تمبلتون حذو صديق المدرسة عالم النبات جون تمبلتون في إجراء «الاختبار». تقول ماري مكنيل، كاتبة سيرة ماكراكين، «إن توقع ماري من الآخرين حمل مسؤوليات لا تتحملها بنفسها لا يتماشى مع شخصيتها». حدث ذلك في وقت كان فيه الملك في حالة حرب مع فرنسا الثورية (الذي احتفل المتطوعون بانتصاراته المبكرة في بلفاست) ومع إدارة قلعة دبلن الموكلة إلى اللورد كامدن، وهو معارض حاسم للتحرر الكاثوليكي وجميع التنازلات الأخرى، كان التفكير في الحزب الديمقراطي يتجه بشكل متزايد إلى احتمال حدوث تمرد بمساعدة فرنسية.
أكدت ماكراكين لأخيها أنها لم تتراجع عن احتمال وقوع عنف سياسي، متقبلة أن «اتحاد أيرلندا الكامل» قد «يتطلب دماء بعض من أفضل الوطنيين لترسيخه». لم تكن تكره خداع السلطات وإخفاء الأسلحة. كان تحفظها الوحيد هو معارضة الاغتيال السياسي وقتل المخبرين: «ما هو خطأ أخلاقيًا لا يمكن أن يكون صحيحًا سياسيًا». في الوقت نفسه، بدت واثقة من الفرنسيين، مشيرة إلى أن «الجميع تقريبًا في بلفاست» يتعلمون اللغة.
عندما كان شقيقها ملتزمًا بنيوغت في عام 1796 واختلف مع زميله السجين صامويل نيلسون، كتبت ماكراكين تحثه على البقاء لأن «انفصال أمثالهم مضر للقضية».
في غياب الإنزال الفرنسي، تردد قادة الحركة الشمالية عندما جاءت الدعوة في 23 مايو 1798 من المجلس الأيرلندي المتحد في دبلن من أجل تمرد على مستوى البلاد. أخذ شقيقها، الذي أطلق سراحه من كيلمينهام بعد عام ونصف من الاعتقال، زمام المبادرة وتولى قيادة المقاطعة في أنتريم. أثار إعلان هنري جوي ماكراكين في 6 يونيو من العام الأول للحرية تجمعًا محليًا واسعًا. لكن قبل أن يتمكنوا من التنسيق، تم البت في القضية. بقيادة مجموعة من أربعة إلى ستة آلاف متمرد، فشل شقيقها، مع خسائر فادحة، في الاستيلاء على مدينة أنترم.

## إعدام شقيقها
في الأسابيع التي تلت ذلك، ساعدت مكراكين شقيقها وغيره من الهاربين بالمال والطعام والملابس. كانت ترتب لسفينة لنقله إلى أمريكا عندما تعرف أحدهم على هاري وقبِض عليه في كاريكفرغوس في 7 يوليو 1798. تمكنت بصعوبة بالغة من الحصول على مقابلة معه في المساء نفسه وفي صباح اليوم التالي، من خلال نافذة زنزانته، لتأخذ من يده خاتمًا عليه «نفل أخضر من الخارج وكلمات تذكر أور». كان ويليام أور الشهيد الأيرلندي المتحد الشهير المشنوق في كاريكفرغوس في العام السابق.
كانت مكراكين حاضرة مع والدها في محكمة هاري العسكرية في بلفاست يوم 17، وسارت مع شقيقها، بعد ظهر اليوم نفسه، إلى المشنقة التي أقيمت أمام ماركت هاوس في هاي ستريت. هناك رفض العرض الأخير لإنقاذ حياته مقابل خيانة حلفائه. أعدِم أربعة منهم في الأسابيع السابقة، وكانت رؤوسهم معروضة على الأوتاد. أنقذوا جسد هاري من قطع الرأس. سمح الجنرال السير جورج نوغنت بإنزال الجثة بسرعة وعهد بها إلى ماري آن. استدعت الدكتور جيمس ماكدونيل، الذي كان صديقًا لكل من هاري وراسل، على أمل أن تؤدي مهارته في الإنعاش إلى إحياء شقيقها. اعترض ماكدونيل، وأرسل بدلًا منه شقيقه جون، «الجراح الماهر» الذي ذهبت جهوده سدى.